# Myrmica excelsa
Myrmica excelsa är en myrart som beskrevs av Alina Nilovna Kupyanskaya 1990. Myrmica excelsa ingår i släktet rödmyror, och familjen myror. Inga underarter finns listade i Catalogue of Life.